# تريسيراتوبسينات
التريسيراتوبسينات (الاسم العلمي: Triceratopsini)، (باليونانية: السحالي المجوفة)، وهي قبيلة منقرضة من ديناصورات الكازموصورات العاشبة التي عاشت في غرب أمريكا الشمالية خاصة غرب كندا خلال العصر الطباشيري المتأخر بين مرحلتي الكامباني والماسترخي (بين 74.73 و 66 مليون سنة مضت). تم تسمية هذه القبيلة من قبل نيكولاس لونجريتش في عام 2011 لوصف ديناصور التیتانوسيراتوبس، التي عرفها بأن «جميع الأنواع أقرب إلى التريسيراتوبس هوريدوس منها إلى الأنكيسيراتوبس أورناتوس أو الأرِّينوسيراتوپس».